# 23rd Street (Sixth Avenue Line)
23rd Street is een station van de metro van New York gelegen onder het kruispunt van West 23rd Street en Sixth Avenue (officieel Avenue of the Americas) in de wijk Chelsea in Midtown Manhattan. Het station ligt op het traject van de Sixth Avenue Line in Manhattan. Het station is geopend in 1940. De metrolijnen F en M maken gebruik van dit station. Onder het station liggen nog twee sporen van de Sixth Avenue Line, die gebruikt worden voor de expressverbindingen op dat traject en waar de treinen van de metrolijnen B en D het station voorbij rijden. 
Het station deelt op straatniveau de toegangstrappen, en onderliggend een gemeenschappelijke toegangshal en lokettenruimte met het PATH-station 23rd Street dat sinds 1908 de verbinding biedt via de Uptown Hudson Tubes onder de Hudson met de New Yorkse voorsteden in New Jersey. In het station kan overgestapt worden op treinen van de lijnen JSQ-33 en HOB-33 op weekdagen en JSQ-33 (via HOB) in het weekend.
In de buurt van het station bevindt zich onder meer de Chelsea Stratus, het plein en park Madison Square, de Flatiron Building en de Metropolitan Life Insurance Company Tower.
 ·  ·  ·  ·  ·  ·  ·  ·  · 